# Borki (rejon kamieniecki)
Borki – dawna miejscowość. Miejsce, w którm leżała, znajduje się obecnie na Białorusi, w rejonie kamienieckim obwodu brzeskiego, na terenie sielsowietu Ogrodniki, w lesie, przy samej granicy z Polską.

## Historia
Borki to dawna leśniczówka W okresie międzywojennym Borki znajdowały się w powiecie brzeskim województwa poleskiego II Rzeczypospolitej, w gminie Wołczyn.